# Пазлвуд
Пазлвуд (англ. Puzzlewood - Загадковий Ліс) - давній лісопарк і туристичний атракціон в окрузі Ліс Діна, графства Глостершир, Англія.

## Географія

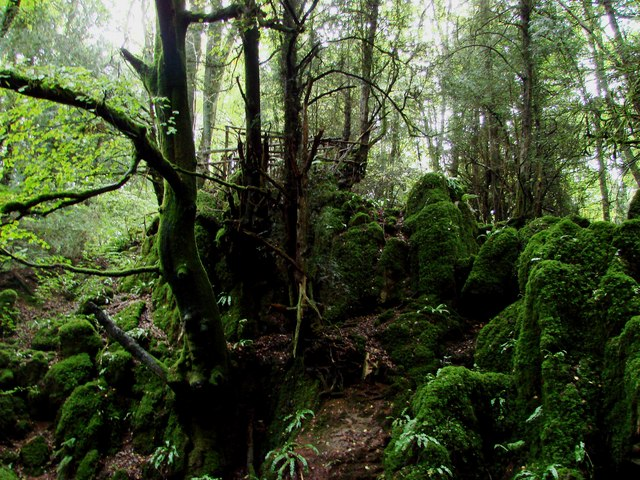
Типовий пейзаж Пазлвуду: коріння дерев які вкриває мох.

Лісовий масив займає площу 5,67 гектарів. Місцевість являє собою покинуті залізорудні кар'єри, що поросли лісом та мохом  (так звані скаули, що є унікальним явищем Пазлвуду) . У лісі прокладено 1,6 кілометрів стежин, наявні невеликі непомітні печери. З усіх боків ліс оточено фермами. Найближчим містом є адміністративний центр округу Ліс Діна Коулфорд розташований на відстані кілометра на північ.

## Геологія
Скаули є наслідком ерозії природних печерних систем, що утворились у кам'яновугільних вапняках мільйони років тому. Підйом та ерозія призвели до відкриття системи печер поверхні.

## Історія
В часи кельтської Британії та римського завоювання на місці Пазлвуду стали добувати залізну руду. У 1848 році  робітниками  в лісі було знайдено скарб у вигляді трьох глиняних глечиків з 3000 монетами римської епохи, що були сховані в глибині скальних утворень. 
На початку ХІХ століття власник угідь проклав звивисту стежку між дерев і ярів Пазлвуду, організувавши розвагу  для своїх друзів і дітей. Через століття в Пазлвуд можна було зайти, лишивши будь-яку суму в коробці чесності на пожертву місцевої церкви. З тих часів пейзаж лісу не змінився, за винятком додаткових стежин та місточків. У теперішній час Пазлвуд   популярний туристичний атракціон, з прогулянкою на поні, дитячим майданчиком, лавками, кафе й сувенірним магазином.

## Образ Пазлвуду в мистецтві
- Лісовий масив став прототипом для Пралісу, Морок- лісу, Фангорну і Лоріену у романі "Володар Перснів" Джона Рональда Руела Толкіна, а також Забороненого лісу з серії книг про Гаррі Потера Джоан Роулінг (обидва автори часто прогулювались Пазлвудом).

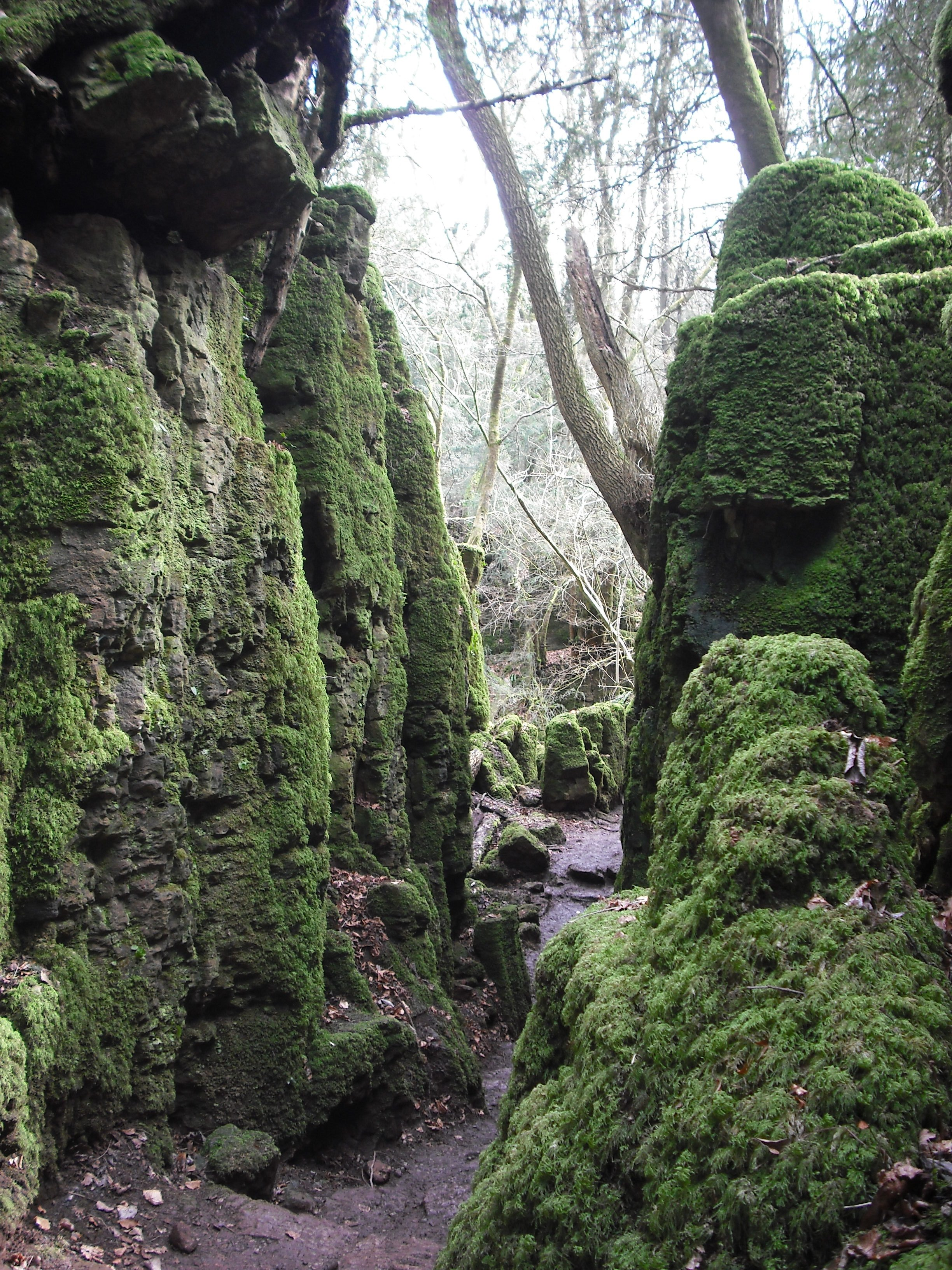

- У 2008 - 2009 роках в Пазлвуді пройшли зйомки першого сезону і третього епізоду  другого сезону серіалу "Мерлін".

- У 2010 році в лісі пройшли зйомки епізоду "Плоть і камінь" серіалу "Доктор Хто".